# Pesti srácok

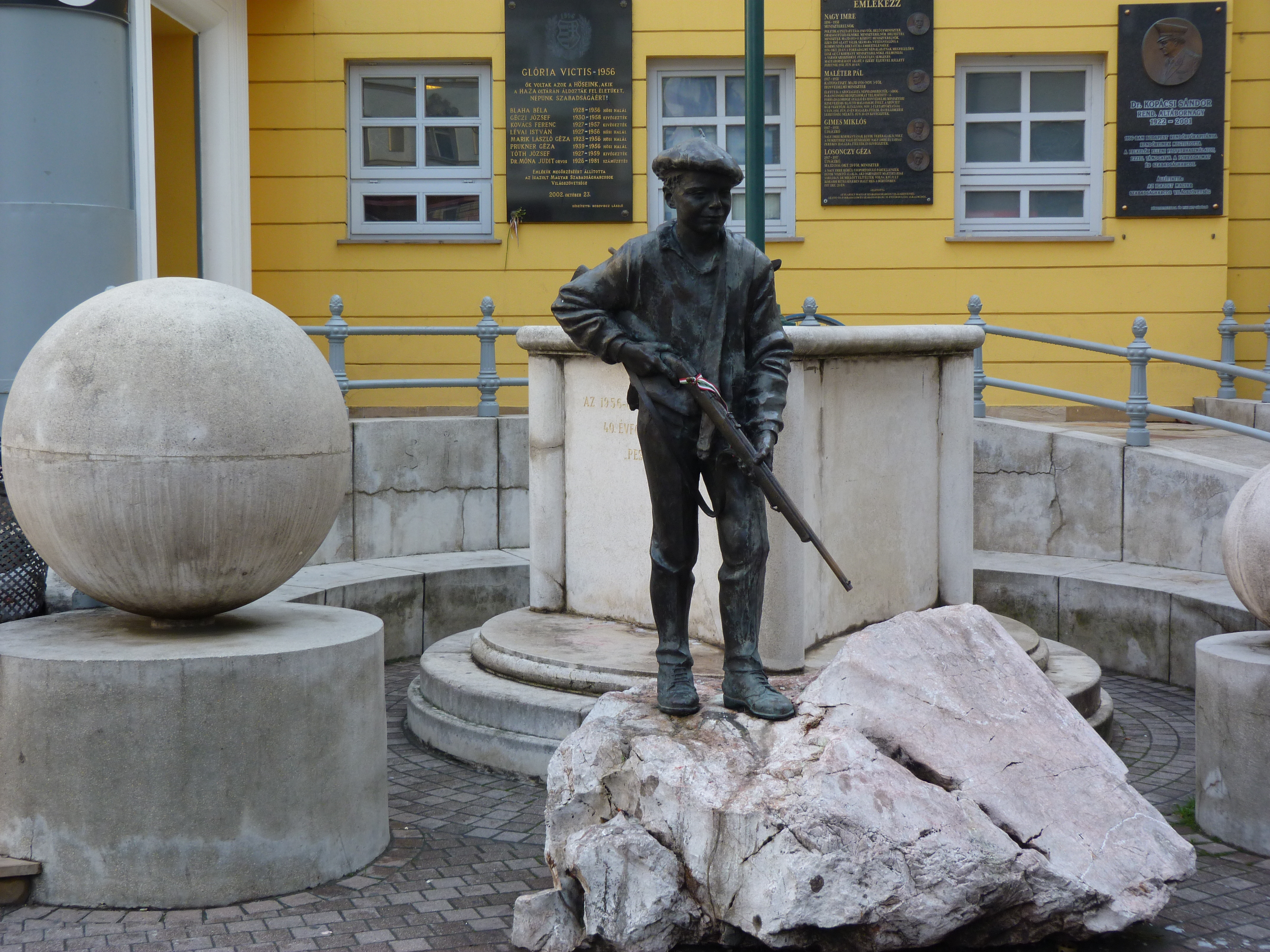
Az 1956-os pesti srác emlékműve a Corvin közben (Győrfi Lajos, 1996)

A pesti srácok az 1956-os forradalom mellett fegyvert fogó budapesti felkelők között nagy számban harcoló tizenéves fiúk és lányok közismert elnevezése. A pesti srácok alakja a forradalom egyik közkedvelt jelképévé vált.
Az október 24-én Budapestre bevonuló orosz tankok ellen összességében néhány ezer felkelő vette fel a fegyveres harcot. Többségük munkásfiatal, kisebb részük diák, köztük sok tizenéves fiú. Ők voltak a már sokszor levertnek hitt felkelést minden túlerő és észszerűség ellenére tovább folytató és győzelemre vivő „pesti srácok".
A korai Kádár-korszak terminológiájában a pesti srác kifejezés egyenlő volt a huligánnal.
1956 fiatal nemzedéke, amely már a kommunista diktatúrában szocializálódott, sok visszaemlékezés szerint szívesebben fogott fegyvert, mint az idősebbek. „Maléter hozzátette, hogy gyerekek kezében is látott fegyvert. Ők nem kaptak katonai kiképzést, ez veszélyes, fegyverezzük le őket. Azt mondtam, hogy a corvinisták több mint nyolcvan százaléka húsz éven aluli. Ezek a gyerekek harcolták ki a forradalom győzelmét, a nemzet hőseivé váltak, e gyerekeknek a kezéből nem vesszük ki a fegyvert” – emlékezik a Corvin köz főparancsnoka, Pongrátz Gergely.

## A Corvin köziek
A legtöbb[forrás?] pesti srác a lakosságának erős nemzeti érzelméről már akkor is régóta híres Ferencvárosban harcolt, a Corvin közben, illetve a kerület többi ellenállócsoportjában. A Corvin-közben a szovjet 33. gépesített gárdahadosztályra mértek vereséget, 17 tankjukat lőtték ki egyetlen nap alatt. A Ferencvárosban öt nagy csoport alakult: a Hámán Kató (ma Haller) utcai, a Ferenc körúti, a Tűzoltó utcai, a Berzenczey utcai–Ferenc téri, valamint a Tompa–Ráday utcai csoport. De „citadellává” vált a kerület több különálló épülettömbje is.
Dr. Pestessy József orvos így emlékszik a Corvin köz srácaira: „A Molotov-koktéltól sérült gyerekek gyakran tenyerükön égési sebekkel kerültek be a Kilián laktanya pincéjében működő segélyhelyre. A betegellátás után a pesti srácok nem várták meg a teljes gyógyulást, újra részt vettek az utcai harcokban azzal, hogy »Tudunk már ezzel hajítani…«”

## A művészetben
Az 1956-os forradalmat és tanulságait alkotásaik témájává tevő művészek egyik kedvelt témája a pesti srác.
- Szentkúti Ferenc „Hősköltemény egy pesti srácról” címmel írt verset.

Te napköziben nevelkedett apró kamasz,
Te, akinek élete mindössze
vagy tizenöt sivár tavasz,
Te, kibe már az ABC-vel tömték az ideológiát
A szovjet tankok vad tüzében
zengted a szabadság dalát.
Tankok acél záporában
Nem remegett gyenge kezed …
Bátran markoltad meg a géppisztolyt
És szórtad rájuk a tüzet.
Kicsiny szíved tán összerezzent,
de lábad bátran szaladt.
Kezedből nyugodt, biztos ívben
repült a benzines palack.
- Szőcs Géza versében az Üllői út gyermekharcosait A Pál utcai fiúk című Molnár Ferenc-regény hőseivel állítja párhuzamba.
- Az „56-os Pesti srác” emlékműve, amelyet Győrfi Lajos készített 1996-ban, a Corvin mozi bejárata mellett áll.

Király Gábor versének címe: Pesti srácok (részlet):
...tilos megemlékezni arról,

mi nagyot tett, s mi ügyért,

mert őt becsapták,

azt hitte, játék,

amitől csak gonoszságból

tiltották őt el anyáék,

lenézően paskolva a vállát,

pedig a szomszéd srác kezében is

de jól áll a kézigránát.

## Vicc
A „Pesti srác”-okhoz fűződő klasszikus magyar vicc, hogy: „Miért támadnak a szovjetek mindig hajnalban? Mert a gyerekek akkor még alszanak”.
Másik három, pesti srácoktól származó vicces találós kérdés Pongrátz Ödöntől:
- Mikor jött el leghamarabb a Mikulás Pestre? 1956. október 23-án, mert Sztálinnak már akkor kitették a csizmáját. (A Sztálin-szobor ledöntése után sokáig csak a csizmái maradtak meg...)
- Mit jelent a Rákosi-korszak címere?  Magyarok! Addig ütünk benneteket, amíg oda nem adjátok a gabonát a Szovjetuniónak!
- Mikor volt a legsportosabb Pest? 1956-ban, amikor minden sarkon állt egy „puskás öcsi”…